# Lactarius lignyotus
Lactarius lignyotus, o lactario negruzco, es un hongo basidiomiceto de la familia Russulaceae, frecuente en Europa central. Crece en suelos ácidos de bosques de pinos y de abedules. Su seta, o cuerpo fructífero, aflora desde verano hasta otoño. El epíteto específico lignyotus, significa "negro". La seta de este hongo es un apreciado comestible.